# Lynchet

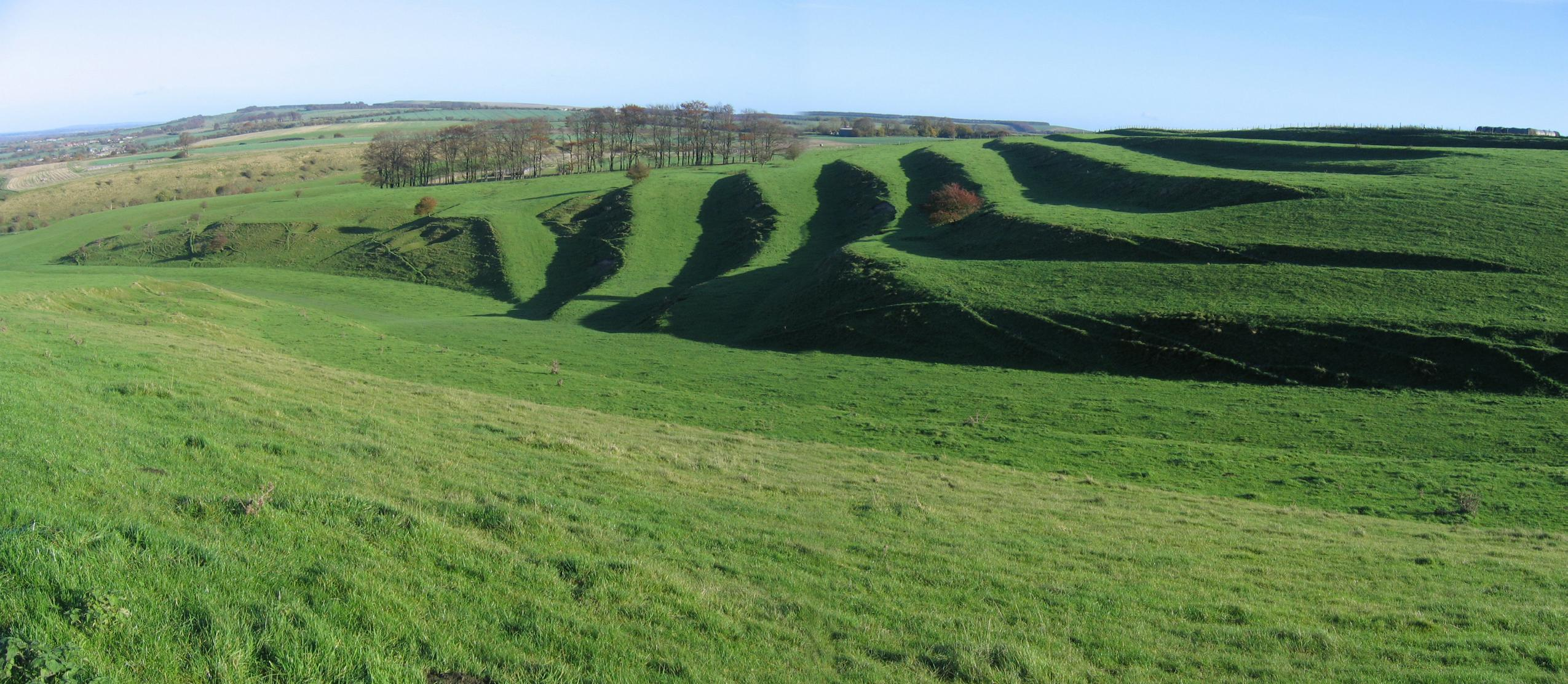
Il sistema di lynchet vicino Bishopstone nel Wiltshire.

Un lynchet è un tumulo di terra che viene a depositarsi sopra un pendio di un campo arato per un lungo periodo di tempo. Il suolo così turbato slitta giù da un fianco della collina per creare un lynchet positivo, mentre la zona livellata diventa un lynchet negativo . Essi vengono anche riferiti come lynchet a strisce (strip lynchets).
Sono una caratteristica degli antichi sistemi dei campi come i campi celtici delle Isole Britanniche. Alcuni credono che essi si fossero passivamente formati sotto l'azione prolungata a lungo termine della gravità e dalla degradazione del suolo liquefatto formatosi sotto un pendio arato, mentre altri credono che possano essere stati intenzionalmente realizzati per prevenire l'erosione e lo scivolamento del terreno dal pendio arato.
La parola è la forma diminutiva di lynch (adesso è un termine piuttosto raro nella lingua inglese) che indica un terrazzo agricolo.